# Polyamia obtectus
Polyamia obtectus är en insektsart som beskrevs av Henry Fairfield Osborn och Ball 1898. Polyamia obtectus ingår i släktet Polyamia och familjen dvärgstritar. Inga underarter finns listade i Catalogue of Life.